# Rzewnie (gromada)
Rzewnie – dawna gromada, czyli najmniejsza jednostka podziału terytorialnego Polskiej Rzeczypospolitej Ludowej w latach 1954–1972.
Gromady, z gromadzkimi radami narodowymi (GRN) jako organami władzy najniższego stopnia na wsi, funkcjonowały od reformy reorganizującej administrację wiejską przeprowadzonej jesienią 1954 do momentu ich zniesienia z dniem 1 stycznia 1973, tym samym wypierając organizację gminną w latach 1954–1972.
Gromadę Rzewnie z siedzibą GRN w Rzewniu utworzono – jako jedną z 8759 gromad na obszarze Polski – w powiecie makowskim w woj. warszawskim, na mocy uchwały nr VI/10/6/54 WRN w Warszawie z dnia 5 października 1954. W skład jednostki weszły obszary dotychczasowych gromad Binduszka, Boruty, Chrzanowo, Chrzczony, Dąbrówka, Krudunki, Łasiewity, Łaś, Małki, Pruszki, Rzewnie, Sielc Nowy, Sielc Stary i Słojki ze zniesionej gminy Sielc tymże powiecie. Dla gromady ustalono 27 członków gromadzkiej rady narodowej.
31 grudnia 1959 do gromady Rzewnie przyłączono obszar zniesionej gromady Mroczki-Kawki w tymże powiecie (bez wsi Dzbądz i Mroczki-Rembiszewo).
Gromada przetrwała do końca 1972 roku, czyli do kolejnej reformy gminnej. 1 stycznia 1973 w powiecie makowskim utworzono gminę Rzewnie.